# Narodni parki Japonske
Narodni parki (国立公園, Kokuritsu Kōen) in kvazi-narodni parki (国定公園, Kokutei Kōen) na Japonskem so kraji slikovite lepote, ki jih minister za okolje določi za zaščito in trajnostno uporabo v skladu z zakonom o naravnih parkih (自然公園法) iz leta 1957. Narodne parke imenuje in načeloma upravlja Ministrstvo za okolje. Kvazi-narodni parki nekoliko manjše lepote, velikosti, raznolikosti ali stanja ohranjenosti so priporočeni za imenovanje ministrstvu in jih upravljajo prefekture pod nadzorom ministrstva.

## Zgodovina
Japonska je svoje prve kōen (公園) ali javne parke ustanovila leta 1873 (park Asakusa, park Asukajama, park Fukagava, park Šiba in park Ueno). Leta 1911 so lokalni prebivalci vložili peticijo, da se svetišča in gozdovi Nika postavijo pod javno zaščito. Leta 1929 je bilo ustanovljeno Združenje narodnih parkov. Leta 1931 je bil sprejet prvi zakon o narodnih parkih (国立公園法). Po številnih študijah in raziskavah so marca 1934 ustanovili prve parke — Setonaikai, Unzen in Kirišima — decembra jih je bilo še pet, dve leti kasneje pa še štiri. Na podlagi starega zakona o narodnih parkih v kolonialnem Tajvanu leta 1937 so bili ustanovljeni še trije parki: narodni park Tatun (Jangmingšan - najmanjši takrat na Japonskem), narodni park Cugitaka (Xuešan)-Taroko, (največji) in narodni park Niitaka (Ju Šan)-Arisan (z najvišjo goro na takratnem Japonskem).
Ise-Šima je bil prvi, ki je nastal po vojni, do leta 1955 pa je bilo dodanih še sedem.
Leta 1957 je zakon o naravnih parkih nadomestil prejšnji zakon o narodnih parkih in dovolil tri kategorije: narodne, kvazi-narodne in prefekturne naravne parke. Z manjšimi spremembami je to vzpostavilo okvir, ki deluje še danes.
Od 1. aprila 2014 je bilo 31 narodnih parkov in 56 kvazi-narodnih parkov, pri čemer so narodni parki pokrivali 20.996 km² (5,6 % površine), kvazi-narodni parki pa 13.592 km² (3,6 % površine). Poleg tega je bilo 314 prefekturnih parkov, ki so pokrivali 19.726 km² (5,2 % površine). 27. marca 2015 je bil ustanovljen 32. narodni park Mjōkō-Togakuši Renzan , 15. septembra 2016 33. narodni park Janbaru in 7. marca 2017 34. narodni park Amami Guntō, ki zajema Amami kvazi-narodni park Guntō. 25. marca 2016 je bil ustanovljen nadaljnji kvazi-narodni park Kjoto Tamba Kogen kvazi-narodni park, 27. marca 2020 kvazi-narodni park Čūō Alps in 30. marca 2021 58. kvazi-narodni park Akkeši-Kiritappu-Konbumori.

## Status zavarovanja
Območje posameznega narodnega in kvazi-narodnega parka je razdeljeno na cone navadnega, posebnega in morskega parka. Posebna območja so nadalje razdeljena na posebna območja varstva in posebna območja razreda I, II in III, ki omejujejo dostop in uporabo v namene ohranjanja. Država ima v lasti le približno polovico zemljišč v parkih.

## Zemljevid narodnih parkov
Ta zemljevid prikazuje lokacije narodnih parkov na Japonskem. Opomba: Narodni park Ogasavara ni viden na zemljevidu.

## Seznam
| Ime                                | Ustanovitev | Regija                                             | Površina [ha] | Slika |
| ---------------------------------- | ----------- | -------------------------------------------------- | ------------- | ----- |
| Narodni park Akan Mašu             | 1934        | Hokaido                                            | 90.481 ha     |       |
| Minami Alpe                        | 1964        | Čubu                                               | 35.752 ha     |       |
| Narodni park Amami Gunto           | 2017        | Kjušu                                              | 42.181 ha     |       |
| Narodni park Ašizuri-Uvakai        | 1972        | Šikoku                                             | 11.345 ha     |       |
| Narodni park Aso Kuju              | 1934        | Kjušu                                              | 72.678 ha     |       |
| Narodni park Bandai-Asahi          | 1950        | Tohoku                                             | 186.389 ha    |       |
| Narodni park Čičibu Tama Kai       | 1950        | Kanto                                              | 126.259 ha    |       |
| Narodni park Čubu-Sangaku          | 1934        | Čubu                                               | 174.323 ha    |       |
| Narodni park Daisen-Oki            | 1936        | Čugoku                                             | 35.353 ha     |       |
| Narodni park Daisecuzan            | 1934        | Hokaido                                            | 226.764 ha    |       |
| Narodni park Fudži-Hakone-Izu      | 1936        | Kanto                                              | 121.695 ha    |       |
| Narodni park Hakusan               | 1962        | Čubu                                               | 11.345 ha     |       |
| Narodni park Iriomote-Išigaki      | 1972        | Kjušu                                              | 40.653 ha     |       |
| Narodni park Ise-Šima              | 1946        | Kinki                                              | 55.544 ha     |       |
| Narodni park Džošin'ecu-kogen      | 1949        | Kanto                                              | 148.194 ha    |       |
| Narodni park Kerama Šoto           | 2014        | Kjušu                                              | 3520 ha       |       |
| Narodni park Kirišima-Kinkovan     | 1934        | Kjušu                                              | 36.586 ha     |       |
| Narodni park Kuširo-šicugen        | 1987        | Hokaido                                            | 28.788 ha     |       |
| Narodni park Mjoko-Togakuši Renzan | 2015        | Čubu                                               | 39.772 ha     |       |
| Narodni park Niko                  | 1934        | Kanto                                              | 114.908 ha    |       |
| Narodni park Ogasavara             | 1972        | Kanto                                              | 6629 ha       |       |
| Narodni park Oze                   | 1972        | Tohoku in Kanto                                    | 37.200 ha     |       |
| Narodni park Riširi-Rebun-Sarobecu | 1974        | Hokaido                                            | 24.166 ha     |       |
| Narodni park Saikai                | 1955        | Kjušu                                              | 24.646 ha     |       |
| Narodni park Sanin Kaigan          | 1936        | Kinki                                              | 8783 ha       |       |
| Narodni park Sanriku Fuko          | 1955        | Tohoku                                             | 28.537 ha     |       |
| Narodni park Setonaikai            | 1934        | Kansai, Čugoku, Šikoku, Kjušu (skupno upravljanje) | 67.242 ha     |       |
| Narodni park Šikocu-Toja           | 1949        | Hokaido                                            | 99.473 ha     |       |
| Narodni park Širetoko              | 1964        | Hokaido                                            | 38.636 ha     |       |
| Narodni park Tovada-Hačimantai     | 1936        | Tohoku                                             | 85.534 ha     |       |
| Narodni park Unzen-Amakusa         | 1934        | Kjušu                                              | 28.279 ha     |       |
| Narodni park Jakušima              | 2012        | Kjušu                                              | 32.553 ha     |       |
| Narodni park Janbaru               | 2016        | Kjušu                                              | 13.622 ha     |       |
| Narodni park Jošino-Kumano         | 1936        | Kinki                                              | 61.406 ha     |       |